# Sant Esteve d'Estaís
Sant Esteve d'Estaís és l'església parroquial del poble d'Estaís, en el terme municipal d'Espot, a la comarca del Pallars Sobirà.
Està situada en el sector sud-est del poble, en el lloc més baix i oriental d'Estaís, lleugerament separada de la resta del poble.
Documentat Estaís des de l'any 1090 en una donació al monestir de Santa Maria de Gerri, en el qual consta com a vila comtal, de l'església no es tenen més notícies que les que la relacionen amb el deganat de la Vall d'Àneu, en el qual estava plenament integrada.
És una església mitjanament gran, d'una sola nau amb capelles laterals. Té l'absis principal semicircular, el qual probablement és l'únic element que queda de la primitiva església romànica. Aquest absis posseeix un fris d'arcuacions llombardes agrupades de tres en tres entre lesenes, així com dues finestres de doble esqueixada. L'aparell, petit i no sempre igual, permet veure unes formes i tècniques constructives bastant primitives, que ens remeten al segle xi.